# Baran
Baran (em persa: باران; bra/prt: Baran) é um filme iraniano de 2001, do gênero drama romântico, dirigido e escrito por Majid Majidi.
Foi selecionado como representante da Irã à edição do Oscar 2002, organizada pela Academia de Artes e Ciências Cinematográficas.[carece de fontes?]

## Elenco
- Hossein Abedini - Lateef
- Zahra Bahrami - Baran/Rahmat
- Mohammad Amir Naji - Memar
- Abbas Rahimi - Soltan
- Gholam Ali Bakhshi - Najaf